# Rodrigo Saravia (calciatore 2000)
Rodrigo Agustín Saravia Salvia (Montevideo, 17 agosto 2000) è un calciatore uruguaiano, centrocampista del Rostov.

## Biografia
È fratello maggiore di Facundo Saravia, a sua volta calciatore professionista.

## Carriera
Cresciuto nel settore giovanile del Peñarol, dopo un periodo in prestito in seconda divisione al Racing Montevideo, ha esordito in prima squadra il 30 gennaio 2022 disputando l'incontro di Supercopa Uruguaya vinto 0-1 contro il Plaza Colonia.

## Statistiche

### Presenze e reti nei club
Statistiche aggiornate al 7 aprile 2022.
| Stagione        | Squadra           | Campionato      | Campionato | Campionato | Coppe nazionali | Coppe nazionali | Coppe nazionali | Coppe continentali | Coppe continentali | Coppe continentali | Altre coppe | Altre coppe | Altre coppe | Totale | Totale |
| Stagione        | Squadra           | Comp            | Pres       | Reti       | Comp            | Pres            | Reti            | Comp               | Pres               | Reti               | Comp        | Pres        | Reti        | Pres   | Reti   |
| --------------- | ----------------- | --------------- | ---------- | ---------- | --------------- | --------------- | --------------- | ------------------ | ------------------ | ------------------ | ----------- | ----------- | ----------- | ------ | ------ |
| 2021            | Racing Montevideo | SD              | 12         | 0          |                 | -               | -               |                    | -                  | -                  |             | -           | -           | 12     | 0      |
| 2022            | Peñarol           | PD              | 5          | 0          |                 | -               | -               | CL                 | 0                  | 0                  | SU          | 1           | 0           | 6      | 0      |
| Totale carriera | Totale carriera   | Totale carriera | 17         | 0          |                 | -               | -               |                    | 0                  | 0                  |             | 1           | 0           | 18     | 0      |

## Palmarès

### Club

#### Competizioni nazionali
- Supercopa Uruguaya: 1

Peñarol: 2022